# Prickwillow
Prickwillow – wieś w Anglii, w hrabstwie Cambridgeshire, w dystrykcie East Cambridgeshire. Leży 28 km na północny wschód od miasta Cambridge i 106 km na północ od Londynu. Miejscowość liczy 440 mieszkańców.